# Jocelyn Pook
Jocelyn Pook (Birmingham, 14 de fevereiro de 1960) é uma compositora e violista inglesa.

## Biografia
Jocelyn Pook tem um estilo próprio, produto de suas diversas experiências em música clássica e world music. Após se graduar no Guildhall School of Music and Drama, em Londres, trabalhou com muitos artistas de música pop, como The Communards e Massive Attack e formou o Electra Strings. Participou em trilhas sonoras de filmes, incluindo a adaptação de Michael Radford, O mercador de Veneza, e o último filme de Stanley Kubrick, De Olhos bem Fechados. 